# 黄雀儿
黄雀儿（学名：Priotropis cytisoides）为豆科黄雀儿属下的一个种。